# Кейт ДіКамілло
Кейт ДіКамілло (англ. Kate DiCamillo; *25 березня 1964, Філадельфія) — американська письменниця, авторка творів для дітей. Найбільш відома за книжкою «Пригоди мишеняти Десперо», що отримала Медаль Ньюбері 2004 року.

## Біографія
Народилася 1964 року в Філадельфії, штат Пенсільванія, у родині італійського походження. У ранньому дитинстві страждала від пневмонії. Лікар порадив змінити клімат, тож 1969 року разом з матір'ю та старшим братом ДіКамілло переїхала до міста Клермонт, штат Флорида. ДіКамілло згадує: «Там я зростала на свіжому повітрі, бігаючи босоніж, купаючись в озерах і в морі Мексиканської затоки, сидячи високо на гілках дерева джакаранда, і читала, читала, читала». Мати працювала вчителькою, а батько лишився у Філадельфії, щоб продати свою практику лікаря-ортодонта, але так і не повернувся до Флориди.
1987 року Кейт ДіКамілло отримала диплом з англійської мови та літератури в Університеті Флориди (англ. University of Florida), після чого працювала в різних місцях — продавала квитку до цирку, вирощувала рослини тощо. У віці 30 років вона переїхала до міста Міннеаполіс і почала працювати на книжковому складі. Саме ця робота надихнула ДіКамілло почати писати для дітей.

## Літературна кар'єра
Мріяти про літературну кар'єру ДіКамілло почала в університеті після того, як почула від професора схвалення свого стилю письма. Однак займатися літературною творчістю вона почала через 9 років. 1998 року завдяки підтримці фундації McKnight ДіКамілло почала працювати над першою книжкою, що вийшла друком 2000 року під назвою «Спасибі Вінн-Діксі». Ця робота принесла авторці миттєве визнання читачів, отримала кілька нагород та міцно трималася в рейтингах найкращих книжок року.
Другий роман «Тигр у повітрі» (2001) увійшов до списку фіналістів Національної книжкової премії (англ. National Book Award) в молодіжній категорії.
На написання роману «Пригоди мишеняти Десперо» (англ. The Tale of Despereaux) 2003 року авторку надихнув син її друзів Люк Бейлі (англ. Luke Bailey), який попросив вигадати героя з дуже великими вухами. На основі «Пригод мишеняти Десперо» компанія «Universal Pictures» створила мультиплікаційний фільм. Він вийшов у прокат 19 грудня 2008 року. Екранізовано й твір «Спасибі Вінн-Діксі» (2005, «20th Century Fox»). Також у виробництві стрічки за творами ДіКамілло «Дивовижна подорож кролика Едварда» та «Як слониха впала з неба».

## Твори
Романи
- «Спасибі Вінн-Діксі» (англ. Because of Winn-Dixie, 2000)
- «Тигр у повітрі» (англ. The Tiger Rising, 2001)
- «Пригоди мишеняти Десперо» (англ. The Tale of Despereaux, 2003)
- «Дивовижна подорож кролика Едварда» (англ. The Miraculous Journey of Edward Tulane) (2006)
- «Як слониха впала з неба» (англ. The Magician's Elephant, 2009)
- «Flora & Ulysses: The Illuminated Adventures» (2013)
- «Raymie Nightingale» (2016)

Серії
- «Історії про свинку Мерсі»
  - «Mercy Watson to the Rescue» (2005)
  - «Mercy Watson Fights Crime» (2006)
  - «Mercy Watson Goes for a Ride» (2006)
  - «Mercy Watson: Princess in Disguise» (2007)
  - «Mercy Watson Thinks Like a Pig» (2008)
  - «Mercy Watson: Something Wonky This Way Comes» (2009)

Книжки в ілюстраціях
- «Louise, the Adventures of a Chicken» (2008)
- «Great Joy» (2007)

## Нагороди
- 1998: McKnight Artist Fellowship for Writers
- 2000: Josette Frank Award за «Спасибі Вінн-Діксі»
- 2001: Newbery Honor Book за «Спасибі Вінн-Діксі»
- 2001: National Book Award for Young People's Literature Finalist за «Тигр у повітрі»
- 2004: Newbery Medal за «Пригоди мишеняти Десперо»
- 2006: Boston Globe-Horn Book Award for Fiction за «Дивовижна подорож кролика Едварда»
- 2007: Theodor Seuss Geisel Honor за «Свинка Мерсі їде на прогулянку»